# Administratorzy Wysp Kokosowych

## Lista administratorówWysp Kokosowych
Wyspy Kokosowe od 1955 są terytorium zależnym Australii. Wcześniej wchodziły w skład imperium kolonialnego Wielkiej Brytanii. Od 1995 administrator Wysp Kokosowych jest jednocześnie administratorem Wyspy Bożego Narodzenia.

## Oficjalny Przedstawiciel 1955-1975
- 1955 - 13 grudnia 1957 H.J. Hull
- 14 grudnia 1957 - 13 marca 1958 C.H. Cox (tymczasowo)
- 8 listopada 1958 - 27 lipca 1960 John William Stokes
- 28 lipca 1960 - 17 kwietnia 1966 Charles Ivens Buffett
- 18 kwietnia 1966 - 19 czerwca 1966 P.L. Ryan
- 20 czerwca 1966 - 25 czerwca 1969 P.C. Burbrook
- 26 czerwca 1969 - 28 lipca 1972 C.W. Suthern
- 29 lipca 1972 - 16 lipca 1975 C. McManus

## Administrator 1975 -
- 23 lipca 1975 - 15 listopada 1977 Robert James Linford
- 16 listopada 1977 - 31 grudnia 1981 Charles Ivens Buffett
- 21 kwietnia 1982 - 22 listopada 1983 Eric Herbert Hanfield
- 14 grudnia 1983 - 19 listopada 1985 K. Chan
- 20 listopada 1985 - grudzień 1987 Carolyn Stuart
- styczeń 1988 - 30 czerwca 1988 W. Syrette (tymczasowo)
- 1 lipca 1988 - 7 listopada 1988 M. Jopling (tymczasowo)
- 8 listopada 1988 - 27 listopada 1990 A. Dawn Laurie
- 1 grudnia 1990 - 4 grudnia 1992 Barry Cunningham
- 5 grudnia 1992 - 4 grudnia 1994 John Bell Read
- 4 grudnia 1994 - 31 stycznia 1995 Danny Ambrose Gillespie (tymczasowo)
- 1 lutego 1995 - 30 stycznia 1996 Martin Mowbray
- 1 lutego 1996 - 12 kwietnia 1997 Jarl Andersson (tymczasowo)
- 12 kwietnia 1997 - 30 września 1997 Maureen Ellis (tymczasowo)
- 1 października 1997 - 30 października 1998 Ron G. Harvey (tymczasowo)
- 1 listopada 1998 - 3 lutego 1999 Graham Nicholls (tymczasowo)
- 4 lutego 1999 - 30 lipca 2003 William "Bill" Leonard Taylor
- 30 lipca 2003 - 1 listopada 2003 Ray Stone (tymczasowo)
- 1 listopada 2003 - 31 października 2005 Evan John Williams
- 30 stycznia 2006 - 22 lutego 2008 Neil Lucas
- 22 lutego 2008 - 28 lutego 2008  Julian Yates (tymczasowo)
- 28 lutego 2008 - 2009  Sheryl Klaffer (tymczasowo)
- 2009 - 5 października 2009 Stephen Clay (tymczasowo)
- 5 października 2009 - 29 września 2012  Brian James Lacy
- 5 października 2012 - 6 października 2014 Jon Stanhope
- 6 października 2014 - nadal Barry Haase